# Суміш приправ

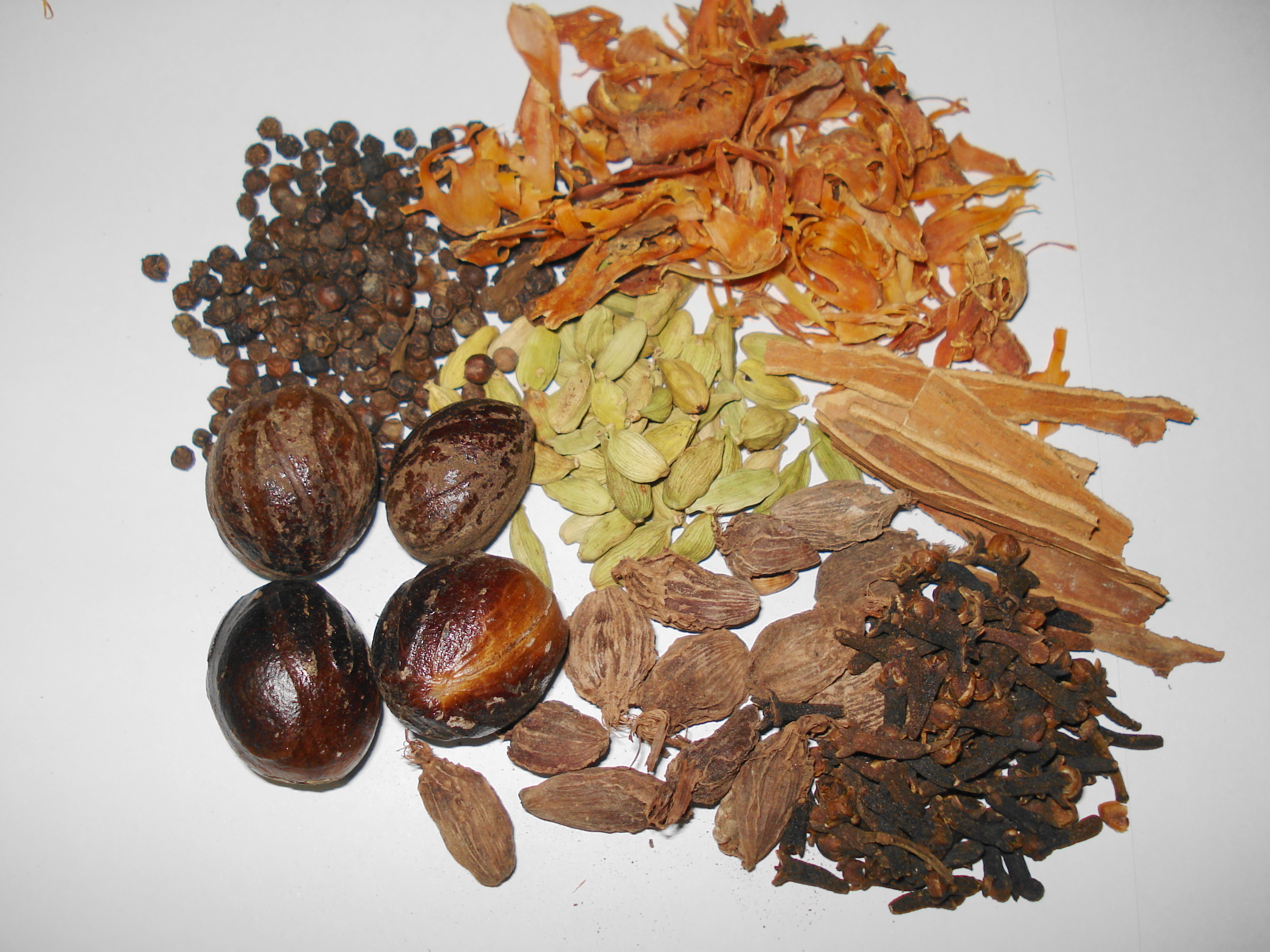
Cпеції для гарам-масали.

Суміш приправ — це змішані спеції або трави. Коли в рецепті потрібна певна комбінація трав або спецій, зручно змішати ці інгредієнти заздалегідь. Такі суміші, як порошок чилі, порошок каррі, прованські трави, часникова сіль та інші приправи, традиційно продаються в готовому вигляді в продуктових магазинах, а іноді також доступні суміші для випічки, наприклад, спеції для гарбузового пирога. Ці суміші спецій також можна легко приготувати в домашніх умовах для подальшого використання.

## Масала
Масала (англ. masala; гінді मसाला; урду مصالہ‏) — термін, який використовується в кухнях Південної Азії (у тому числі індійській, бангладешській і пакистанській кухнях) для означення суміші спецій.

### Інгредієнти для фіксації парфумерії
Арабська етимологія спочатку використовувалася лише для парфумерних інгредієнтів, слово Masalaha مصالحة означає "примирення". У контексті парфумерії воно використовується для позначення фіксаторів. Арабські слова, які зазвичай використовуються для позначення спецій, — це tawābil або bihārāt.

## Відомі суміші
Нижче наведений неповний список відомих сумішей приправ
- Таджин — мексиканська сумішка чилі-пудру, солі і суховодного соку з лайму
- Суміш "П'ять спецій" — суміш касії (китайської кориці), бадьяну, гвоздики та двох інших спецій, зазвичай насіння фенхелю та перцю Сичуань
- Húng lìu — в'єтнамська суміш
- Сітімі тоґарасі — японська смакова добавка зі спецій, серед яких основним компонентом є червоний перець
- Адобо — суміш спецій, що використовуються в Іспанії та Латинській Америці
- Приправлена сіль — суміш кухонної солі, трав, спецій, прянощів, інших ароматизаторів
- Кольорова сіль — болгарська суміш літньої приправи, паприки та солі з іншими додатковими інгредієнтами
- Бахарат — суміш, яка використовується на всьому Близькому Сході
- Бербер — суміш еритрейців та ефіопів
- Хаваєдж — суміш для супу складається з кумину, чорного перцю, куркуми та кардамона. Деякі варіації включають також гвоздику, кмин, мускатний горіх, шафран, коріандр та сушену цибулю.[3]
- Затар — близькосхідна суміш, яка є як окремою травою, так і сумішшю цієї трави з насінням кунжуту та іноді сушеним сумахом
- Гарам-масала — суміш, яке є найвживанішою на Індійському субконтиненті
- Каала-масала — чорна спеція, що використовується на індійському субконтиненті
- Панч пхорон — суміш п'яти спецій з цільного пажитника, чорнушки, фенхелю, кмину та насіння гірчиці або радхуні, що походять з Індійського субконтиненту
- Тунапаха — суміш спецій коріандру, кмину та фенхелю, що використовується в традиційній кухні Шрі-Ланки [4]